# Laronxe
Laronxe  is een gemeente in het Franse departement Meurthe-et-Moselle in de regio Grand Est. De plaats maakt deel uit van het arrondissement Lunéville en sinds 22 maart 2015 van het kanton Baccarat, toen het kanton Lunéville-Sud, waar Laronxe daarvoor deel van uitmaakte, werd opgeheven.

## Geografie
De oppervlakte van Laronxe bedraagt 6,8 km², de bevolkingsdichtheid is 55,0 inwoners per km².
De onderstaande kaart toont de ligging van Laronxe met de belangrijkste infrastructuur en aangrenzende gemeenten.

## Demografie
De figuur toont het verloop van het inwonertal (bron: INSEE-tellingen).